# 日本家道山川流
日本家道山川流（にほんかどうさんせんりゅう）とは、「いけ花を通して世界平和の道」をテーマとした遠藤祐子宗家の生け花流派である。

## 発想
現在、戦争が終わり、貧困と悲惨の時代は遠く離れる時代と呼ばれ、生活の質がますます高かまっているを時代であるにも拘わらず、不幸を感じる人たちは少なくない。現代では、すべての仕事が専門化とされ、それぞれの人は自分の専門職を持っているし、仕事の渦中に翻弄されて次第に人間の活力を消耗させるのに加え、科学技術の発展に伴って得てして人間の相互作用や接触が徐々に少なくなる。仕事の圧力、忙しい生活リズム、人間の欲望といった三つ巴のコントロールがゆえに、人間はより利己的になり、より自分のことしかを考えなく、家族の最小の集団単位であっても、人々の距離をどんどん大きくなってくる。
そのことに気づいた日本家道山川流は、世界平和の願いを込めて誰でも生ける独特のいけばなを通じて人々の心の内なる平和をもたらして、パフォーマーと家元を世界に発信していきたい。そういう念願をもって日本家道山川流いけばなの流派を誕生させた理由である。

## 理念
上記の創立目的によって日本家道山川流の理念としては、参加者が平和を願いながら、全員の心を一つにして、穏やかな気持ちになって、世界に一つだけの「融和・団結」の花を作る。心が落ち着く事になってから生け花を通じて宇宙へ花を咲かせて、可世界（超感覚的な世界）を引き出す。
日本家道山川流いけばなは、心・身体・家族・経済・社会といった五つの健康をテーマにしている。要するに、家庭の中から親と子供たちの心の育みと身体の健康を大切にして、とくに現代社会の生活リズムの状況に見ると次第に家族の絆が薄められる希薄化がみえることからである。家庭の健康を礎として社会と経済への健康に羽ばたくと期待される。
家道とは、①家から道：皆んな誰しも自分の家族で生まれ育ててくれるものから人生を始めるということであり、最初の段階は自分の心の故郷の道の思いを馳せる。学校や社会に出る前に私たちの初めの先生は自分のお父さん、お母さん、お爺さん、お婆さんである。家の中といった家庭教育から外の社会の躾や一般常識などを学ぶ。
②家による道：家を治める道、要するにその家に代々伝わる職業や芸道、その家の地位、格式、家柄等家族生活の中にある国の伝統文化が息づいている。
③家への道：学校に入って社会に出て以来毎日忙しい生活リズムに翻弄されて次第に家族の繋がりが薄めてきて、とりわけ私の本当の家・故郷といった心のへ道を没却してしまう。いけばなを通して大自然の調和を図って、家庭の様ないけばな教室で最終的な人々の家への道を導き出す。
それらを見つめ直し四季折々に咲く花を通じて新たないけばなの世界を切り開いて、未来の日本の若者たちや世界に羽ばたいて発信していく。山川流いけばなは仲良く生きるいけ方のいけばなであり、それぞれが逆らわない、認め合い、譲り合う絆を深める、世界での一つだけのいけばなを作る。一人一人の心から世界・宇宙に心の花を咲かせよう。

## 特徴
第一、家道山川流は大自然の調和を図って、花の本来の自然の状態を保って穏やかな心とのまま
互いに頼りにして素晴らしい全体を作り出す。
第二、家道山川流は融通が利いて自由な発想で、生ける際雄一の念願をして周りの人と繋がりを深める。したがって、それぞれの花瓶には異なる特性があり、自由で、同じ花瓶に生けることはほとんど不可能だと思われる。
第三、家道山川流では、自由に想像し、周りの人の感情を合わせて、気楽な雰囲気の下で稽古できる。こうして、家道山川流の仲間（パフォーマーと家元）になれるには時間と暇を短縮でき、儀式もあまりなくて、受講生の制限もされず、子供でも年寄りでも気楽に学習できる。

## いけ方
日本家道山川流のいけ方を大雑把に説明すること、一人道、数人道、他人（団体）道という三つの生け方がある。一人道は、一人で小さないけ花をする。逆に、数人道のいけ方は、数十人ほど大きなつぼを囲んで一緒にお花の制作をして寄り添っていけ花の作品を作る。数人道から他人（団体）道になると、数百人・数千人、要は大きなイベントとかで総家元遠藤祐子先生を中心としてパフォーマンスとの指導の下で参加者とともに一人一本のお花を寄り添って壮大な生け花の作品を作る。
そして、日本家道山川流いけ花のオリジナリティを表すいけ花の一つである。理念から始まれば「融和・団結」のお花を作るので、一本のお花は人に喩える。大切な人、家族の思いを馳せて想像しながら感謝の気持ちを込めて、中心のお花から周りのお花を寄り添って挿していく。

### 一人道
通常のいけ花のように、一人道は一人のみ花生けをし、花を生ける道具が剣山あるいはオアシスである。花を生けるとき、花を見たり、心を落ち着かせたりして、自分の愛しい人の事を思い遺す。最もしっかりした大きな、または特別な意味を持っているお花を主枝として使用され、真ん中に挿す。そのお花は当主、或いは心の中で最も大切な人を象徴する。続き、家族メンバー、また愛しい人に関連する趣・形・色の花を選び、主枝の周りに隙間なく寄り添って挿す。花の隣、前、または後ろの位置は、主枝を代表する人とその花を代表する人との関係を示す。特別なのは絶対に色によりお花を選んで挿さずに、花を生ける人との関係により選ぶ。大切な人をできるだけ思い遺し、“舞台”に花が多ければ多いほど挿すようにする。出来上がった瞬間、家族の集合記念撮影の如き、お花・葉が祖父母や両親や姉妹といった大家族メンバーの魂の代表として、お互いに譲り合って一緒に大家族の写真を全員の顔を綺麗に映れるように揃っている。その時、部屋に飾り、または花束にして誰かにあげる等、サイズや自分の願望により、様々な方法で完成品を利用することができる。
つまり、一人道の重要なポイントは、自分の愛しい人へ連想する思考の脈絡である。愛しい人のイメージを美しい花のイメージと連結することによっては、その人の愛情と笑顔を思い出し、生活からの圧力に疲れてきた心を蘇らせる。

### 数人道
数人道は一瓶に花生け会に参加者の数が15人以下のものである。この道は、15人を超えない人数で小さなパーティーやグループが行われるときに適する。一人道と一緒、主枝として一本のお花を選んで真ん中に挿すが、その人は、家元とか宗家のような生け花会の主催者である。次に、参加者は順番に主枝の周りに寄り添って一本ずつ花が切れるまでに挿す。できるだけ花の根本が林立し、真ん中に集め、緊密に入れるようにする。主催者は最初の花を生けたのちに、会の順序を案内したり、参加者に挿す位置を進めたりする。
最後に、完成品は一つだけの花、源から顕現して広がる如き、成長する円形をする花瓶になる。この花瓶は花生けの参加者全員の一つだけの心になる事を象徴する。それぞれの花はメンバーを代表し、全員がよくお互いに寄りかかり、人生の困難や生活の悩みに立ち向かい、自分の存在を譲り合いつつ助け合い、素晴らしい傑作になる。主催者のご案内に沿って誰でも簡単に自分で自らのお花を生けて、一緒に素敵な出来栄えを鑑賞することができると思われる。それに、その楽しみは花生けの活動に伴い、参加者との関係をよくなり、綺麗な思い出を作れるようになってきた。

### 多人（団体）道
他人（団体）道は参加者の人数が１４人以上のものである。この道は会社、団体、学校などの大組織で花生け会に適する。数人道と一緒、花生け会には全員が参加する。真ん中に主枝として花を生けるが、数人道と異なり、主枝は草木ではなく、木の物となる。生ける人は家元や宗家のような主催者ではなく、課長、学長等の組織の指導者である。まずは、組織の指導者を代表する花を最初に挿す。そこで、草木より木の物を主枝にすると、丈夫で強気が感じられるではあるまいか。
続き、参加者は順番に主枝の周りに寄り添って一本ずつ花が切れるまでに挿す。できるだけ花の根本が林立し、真ん中に集め、緊密に入れるようにする。主催者は最初の花を生けたのちに、会の順序を案内したり、参加者に挿す位置を進めたりする。指導者は流派・生け方・意味について概括的に紹介し、参加者に挿す順位を進めたり、会の順序を案内したりする。
最後に、完成品は一つだけの花となり、広がる円形をする大きなお花にみえる。皆は超感覚の世界に到達して一つだけの心になった上で、一緒にお互い寄り添って協力し合い、統一の願うことを発信していく。完成した皆で力を合わせた傑作を鑑賞しつつ、更なる絆を深めると確信すると思われる。融和・団結精神を応援するために、花瓶は会の記念品としてその場に置くということになる。

## 宗家
遠藤祐子(えんどう　ゆうこ)

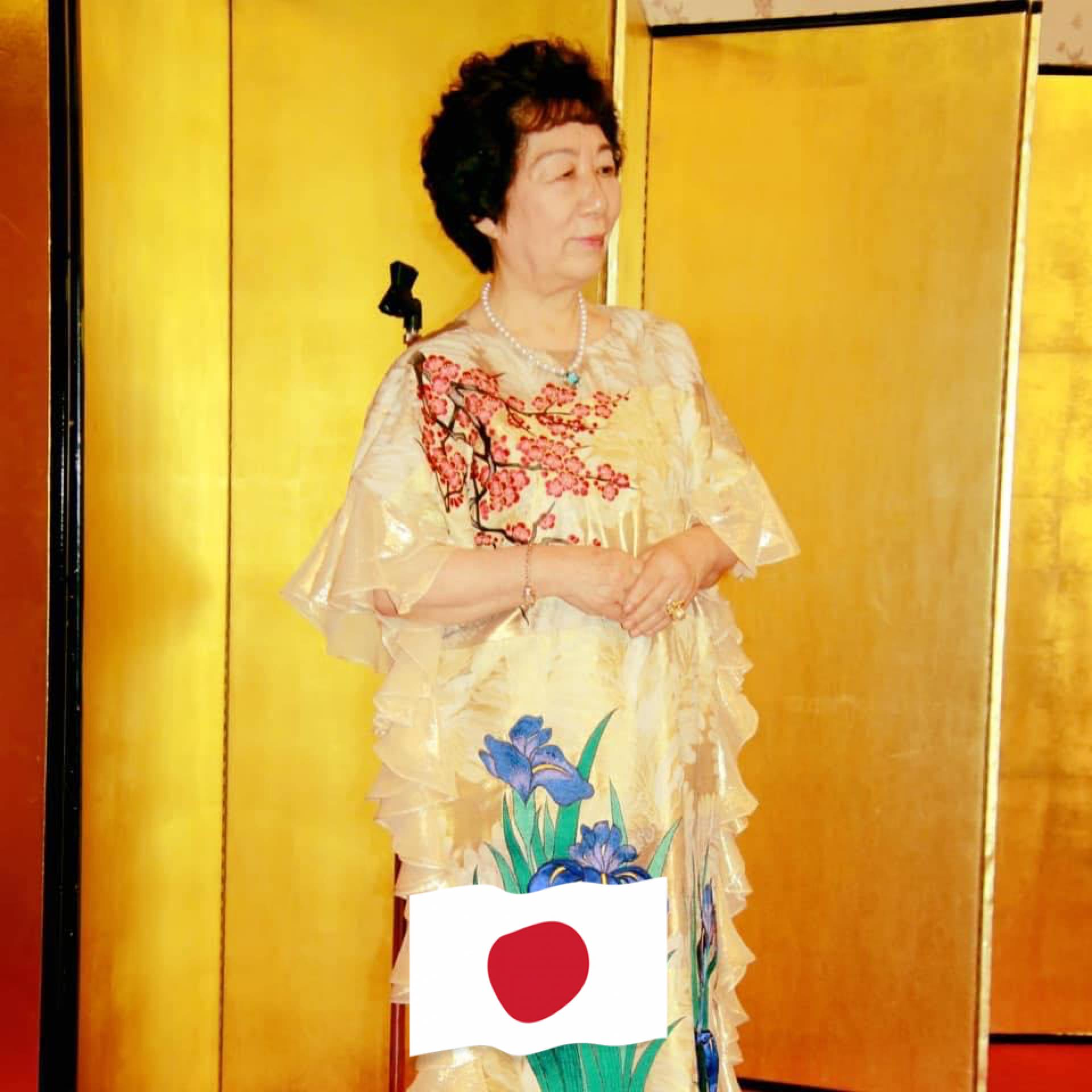
遠藤祐子　先生

北海道出身で池田市在住。小中学生の頃は国の機関(食糧庁)に勤務していた父親の転勤に伴い、数年ごとに引っ越すような生活だったが、「母親は好きな習い事があれば何をやってもよい、と温かく見守ってくれた。ピアノや絵画を楽しみました」と振り返る。
10歳の頃から華道家、家元44世池坊専威愛弟子の掬翠庵如川の内弟子となり、免許皆伝取得後、結婚。夫の企業を経て、独自の山川流活け花、の世界を編み出した。
夫が起業した会社に勤務していた頃、お祝いの花束をもらうことが多く、その有効利として、 「誰でも花を生けることができる生け花のスタイルを築くことはできないか」構想を練練っていった、という。